# Урулюнгуй 1-й
Урулюнгуй 1-й — село в Приаргунском районе Забайкальского края России. Входило в сельское поселение Урулюнгуйское.

## География
Село находится в западной части района, на берегах одного из левых притоков реки Урулюнгуй, на расстоянии примерно 41 километр (по прямой) к западу-северо-западу от посёлка городского типа Приаргунск.

## Население
| 2021 |
| ---- |
| 0    |

## Климат
Климат характеризуется как резко континентальный, с длительной морозной малоснежной зимой и коротким тёплым летом. Среднегодовая температура воздуха по району отрицательная и варьируется в пределах от -−4°С до — 3,5°С. Средняя температура самого холодного месяца (января) составляет −26 — −29°С (абсолютный минимум — −56 °С), температура самого тёплого (июля) — 18 — 20°С (абсолютный максимум — 38 °С). Безморозный период длится в среднем от 90 до 110 дней в году. Среднегодовое количество атмосферных осадков составляет 300—350 мм.

## История
Решение о создании нового села путём выделения западной части села Урулюнгуй в отдельный населенный пункт было принято в 2013 году, предполагая наименование Урулюнгуй 2-й. В 2018 году было принято решение об изменении предполагаемого названия на Урулюнгуй 1-й. Окончательное название нового села на Урулюнгуй 1-й на федеральном уровне утверждено в 2018 году.